# Саша Мичъл
Саша Мичъл (на английски: Sasha Mitchell) (роден на 27 юли 1967 г.) е американски актьор.
Най-известен е с ролите си на Джеймс Бюмонт в „Далас (сериал, 1978)“, Коуди Ламбърт в „Стъпка по стъпка“ и Дейвид Солун във филмите „Кикбоксьор 2“, „Кикбоксьор 3“ и „Кикбоксьор 4“. Има черен колан по Таекуон-до, а също практикува и Муай тай.